# Hans Heyck
Hans Heyck (* 19. September 1891 in Freiburg im Breisgau; † 24. Juni 1972 in Kempfenhausen) war ein deutscher Schriftsteller und Dichter, der auch teilweise unter dem Pseudonym Harro Loothmann schrieb.

## Familie
Swen Hans Wilhelm Heyck war ein Sohn des Historikers Eduard Heyck (1862–1941), ein Schwiegersohn des Journalisten und Redakteurs (Norddeutsche Allgemeine Zeitung) Otto Runge (1864–1940), ein Enkel des Schriftstellers und Dichters Wilhelm Jensen (1837–1911), ein Urenkel des Kieler Bürgermeisters, schleswig-holsteinischen Politikers und Landvogts von Sylt, Schwen Hans Jensen (1795–1855), und ein Urenkel des Journalisten, Schriftstellers und Literaturhistorikers Johann August Moritz Brühl (1819–1877).

## Leben
Nach Aufenthalten in Freiburg, Heidelberg, Donaueschingen und München besuchte Heyck in Doberan/Mecklenburg, Berlin und München humanistische Gymnasien und machte 1910 in München das Abitur. Nach einer dreijährigen Kaufmannslehre in Hamburg wanderte er 1913 nach Argentinien aus, kehrte jedoch nach Ausbruch des Ersten Weltkrieges im Herbst 1914 nach Deutschland zurück und war erst Artillerist, dann Flugzeugführer und Fluglehrer in Frankreich und Westpreußen. Er wurde mit dem Eisernen Kreuz zweiter Klasse und dem Verwundetenabzeichen ausgezeichnet. Heyck heiratete 1916 und hatte vier Kinder.
Heyck war 1919/20 Parteisekretär der Deutschnationalen Volkspartei. Nach Tätigkeiten in verschiedenen Berufen, Kleinsiedler in Oberbayern und Lehrer an der Nassauischen Bauernhochschule in Schloss Langenau in Obernhof/Lahn, ab Herbst 1928 auf dem Gelände von Schloss Oranienstein in Diez/Lahn, wurde er 1931 freier Schriftsteller in Bad Aibling, nachdem seine Bücher, wie der 1929 publizierte völkisch geprägte Roman Deutschland ohne Deutsche Erfolge geworden waren. Er trat zum 1. Juni 1931 der NSDAP bei (Mitgliedsnummer 557.294).
Nach der „Machtergreifung“ der Nationalsozialisten wurde er am 23. April 1933 auf Vorschlag des von Alfred Rosenberg gesteuerten Kampfbunds für deutsche Kultur in den gleichgeschalteten deutschen P.E.N.-Club aufgenommen, der jedoch bereits im Januar 1935 aufgelöst wurde.
Im Zweiten Weltkrieg wurde er zur Luftwaffe eingezogen und diente mit einer Flakeinheit in Bayern.
In der Nachkriegszeit gehörte er dem rechtsextremistischen Deutschen Kulturwerk Europäischen Geistes an.

## Schriftstellerische Tätigkeit
Heyck veröffentlichte erste Gedichte und Kurzgeschichten während des Ersten Weltkrieges. Ab 1925 folgten mehrere zeitgeschichtliche, später hauptsächlich historische Romane, die vor allem preußische Geschichte behandelten. Seine erfolgreichsten Werke waren Friedrich Wilhelm I. Amtmann und Diener Gottes auf Erden, Der Große Kurfürst von Brandenburg, Der Große König und Das Welpennest. Ein Buch von Siedlern, Tieren und Kindern. Insgesamt erzielten Heycks Bücher Auflagen von knapp 500.000 Exemplaren, fast alle vor 1945. Nicht wenige seiner Veröffentlichungen sind von der NS-Ideologie geprägt wie: Robinson kehrt heim (Gegen die Herausgabe dieser Schrift wurden seitens der NSDAP keine Bedenken erhoben) von 1934. Das Buch Der Glückliche. Roman einer Diktatur von 1931 war „Gewidmet dem Führer des kommenden Reiches“. Nach 1945 waren die Romane von Hans Heyck wenig gefragt. Sein einziges nach 1945 erschienenes größeres Werk, mit einer Auflage von 5.000, war Clausewitz. Ein Lebens- und Zeitbild (1968), das er allerdings schon während des Zweiten Weltkrieges geschrieben hatte. Es erschien im rechtsextremistischen Druffel-Verlag.
Heyck betätigte sich auch als Dichter und erhielt 1955 den Ehrenring „Dem deutschen Gedicht“ des „Deutschen Kulturwerkes Europäischen Geistes“ zugesprochen, einer rechtsextremen Organisation, die sich als „volksbewusste und volkstreue Gemeinschaft“ zur Förderung deutschen Kulturguts versteht.
In der Sowjetischen Besatzungszone wurden Heycks Schriften Deutschlands Befreiungskampf 1918 bis 1933 (Velhagen & Klasing, Bielefeld 1933), Robinson kehrt heim (Koehler & Amelang, Leipzig 1934), Durch feindliche Sperre ins Vaterland (Schneider, Leipzig & Wien 1937), Armin, der Cherusker (Staackmann, Leipzig 1940), Den Engländern durchs Netz geschlüpft (Schneider, Berlin & Leipzig 1942) und Das Welpennest (Eher, München 1943) auf die Liste der auszusondernden Literatur gesetzt. In der Deutschen Demokratischen Republik folgten auf die Liste noch Deutschland ohne Deutsche (Staackmann, Leipzig 1929) und Befreier Armin (Schloessmann, Leipzig & Hamburg 1933).

## Werke
- 1925 Der Zeitgenosse. Ein satirischer Roman
- 1926 Die Halbgöttin und die Andere. Roman aus der deutschen Jugendbewegung
- 1928 Der Außenseiter Roman eines Weltsuchers
- 1929 Deutschland ohne Deutsche. Ein Roman von übermorgen
- 1930 Der Strudel. Ein Liebes- und Eheroman
- 1931 Der Glückliche. Roman einer Diktatur
- 1932 Armin der Cherusker. Ein deutscher Roman
- 1933 Kleist. Drama
- 1933 Deutschlands Befreiungskampf, 1918–1933. Politische Abhandlung
- 1934 Durch feindliche Sperre ins Vaterland. Ein Jugendbuch
- 1934 Robinson kehrt heim. Ein Roman zwischen gestern und morgen.
- 1935 Friedrich Wilhelm I. Amtmann und Diener Gottes auf Erden, Roman
- 1936 Liebesspiel in Rom, Novelle
- 1936 Die Moorleiche, Lustspiel
- 1938 Der Große Kurfürst von Brandenburg
- 1940 Der Große König, Roman
- 1943 Das Welpennest. Ein Buch von Siedlern, Tieren und Kindern
- 1952 Pegasus im Paradies. Neuauflage von Das Welpennest
- 1955 Karwendel-Elegie, Gedicht
- 1956 Nordlicht, Gedichte eines Lebens
- 1958 König zwischen Tod und Sieg. Friedrich der Große im Siebenjährigen Krieg
- 1961 Leuchtendes Leben. Deutsche Gedichte aus acht Jahrhunderten
- 1965 Dreimal Clausewitz. Historische Skizzen
- 1968 Clausewitz. Ein Lebens- und Zeitbild, Roman
- 1971 Karwendel-Elegie und Algoma-Dreiklang, Gedichte
- 1973 Der Große König, Roman. Überarbeitete Neuauflage (posthum)
- 1996 Tagebuch über meine Amerikareise – Sommer 61 (posthum)
- 2018 Happiness in Bavaria. Übersetzung ins Englische von Pegasus im Paradies